# Ángel Manuel Mato Escalona
Ángel Manuel Mato Escalona, né le 24 décembre 1971 à Ferrol, est un homme politique espagnol, membre du Parti socialiste ouvrier espagnol (PSOE). Il est maire de Ferrol de 2019 à 2023.

## Biographie

### Profession
Il est titulaire d'une licence en sciences chimiques, spécialisé en ingénierie chimique et un master en gestion environnementale. Il possède un second master en contrôle qualité. Il est technicien supérieur en prévention des risques du travail.

### Carrière politique
Il est conseiller municipal de Ferrol de 2007 à 2011.
Le 26 juin 2016, il est élu sénateur pour La Corogne au Sénat.
Il est maire de Ferrol entre le 15 juin 2019 et le 17 juin 2023.